# Бразилия на летних Олимпийских играх 1980
Бразилия принимала участие в Летних Олимпийских играх 1980 года в Москве (СССР) в тринадцатый раз за свою историю, и завоевала две бронзовые и две золотые медали. Сборная страны состояла из 106 спортсменов (91 мужчина, 15 женщин), которые выступили в соревнованиях по 14 видам спорта.

## Медалисты
| Медаль | Спортсмен                                                 | Вид спорта      | Дисциплина                               |
| ------ | --------------------------------------------------------- | --------------- | ---------------------------------------- |
| Золото | Маркуш Соареш Эдуарду Пениду                              | Парусный спорт  | Класс «470»                              |
| Золото | Ларс Сигурд Бьоркстрём Алешандре Велтер                   | Парусный спорт  | Класс «Торнадо»                          |
| Бронза | Жуан Карлуш ди Оливейра                                   | Лёгкая атлетика | Мужчины, тройной прыжок                  |
| Бронза | Сиру Делгаду Жоржи Фернандис Джан Мадруга Маркус Маттиоли | Плавание        | Мужчины, эстафета 4×200 м вольным стилем |

## Результаты соревнований

### Академическая гребля
В следующий раунд из каждого заезда проходили несколько лучших экипажей (в зависимости от дисциплины). В финал A выходили 6 сильнейших экипажей, ещё 6 экипажей, выбывших в полуфинале, распределяли места в малом финале B
Мужчины
| Соревнование | Спортсмены               | Предварительный заезд | Предварительный заезд | Предварительный заезд | Отборочный заезд | Отборочный заезд | Отборочный заезд | Полуфинал | Полуфинал | Полуфинал | Финал   | Финал   | Итоговое место |
| Соревнование | Спортсмены               | Заезд                 | Время                 | Место                 | Заезд            | Время            | Место            | Заезд     | Время     | Место     | Время   | Место   | Итоговое место |
| ------------ | ------------------------ | --------------------- | --------------------- | --------------------- | ---------------- | ---------------- | ---------------- | --------- | --------- | --------- | ------- | ------- | -------------- |
| одиночки     | Пауло Сезар Двораковский | 1                     | 8:01,38               | 3 Q                   | не участвовал    | не участвовал    | не участвовал    | 1         | 7:39,28   | 6         | Финал B | Финал B | 12             |
| одиночки     | Пауло Сезар Двораковский | 1                     | 8:01,38               | 3 Q                   | не участвовал    | не участвовал    | не участвовал    | 1         | 7:39,28   | 6         | 7:32,00 | 6       | 12             |